# Hall of Fame Racing
Hall of Fame Racing war ein Motorsportteam im NASCAR Sprint Cup und entstand aus einem Joint Venture zweier ehemaliger Quarterbacks im American Football der Dallas Cowboys: Roger Staubach und Troy Aikman. Im September 2007 kauften sich Jeff Moorad und Tom Garfinkel von den Arizona Diamondbacks in das Team ein.
Gegründet im Jahre 2003 begann das Team seine erste Saison im Nextel Cup in der Saison 2006 mit technischer Unterstützung von Joe Gibbs Racing. Das Hauptquartier befindet sich in Dallas, Texas, während die Werkstatt in Charlotte, North Carolina angesiedelt ist.

## Geschichte
Die erste Ankündigung des neuen Teams fand im Jahre 2004 statt, aber es dauerte zwei Jahre, bis es aufgestellt war. Am 3. November 2005 verkündete das Team auf dem Texas Motor Speedway, dass es in der Saison 2006 mit einem Wagen an den Start gehen werde. Gesponsert wurde mit der Startnummer 96 die von Texas Instruments entwickelte DLP-Technologie. Die ersten fünf Rennen fuhr Terry Labonte und platzierte den Wagen innerhalb der Top 35, was einen Startplatz in den darauffolgenden Rennen garantierte. Labonte fuhr den Wagen ebenso auf den beiden Straßenkursen. In den restlichen Rennen saß Tony Raines am Steuer. Das beste Ergebnis des Teams in der Saison 2006 war ein dritter Platz auf dem Infineon Raceway.
Am 4. September 2007 verkündete das Team, den ehemaligen Fahrer des Interstate Batteries-Chevrolet mit der Startnummer 18 von Joe Gibbs Racing, J. J. Yeley unter Vertrag genommen zu haben. Der Vertrag lief bis 2010.
Das beste Ergebnis war 2008 ein dritter Platz in New Hampshire. Im September 2008 wurde bekanntgegeben, dass Troy Aikman, Roger Staubach, Bill Saunders und Mark Griege nicht länger Besitzer des Rennstalls sind.
Am Ende der Saison des Jahres 2009 wurde der Rennstall nach zwei Fusionen geschlossen.